# Delias zebra
Delias zebra is een vlindersoort uit de familie van de Pieridae (witjes), onderfamilie Pierinae.
Delias zebra werd in 1955 beschreven door Roepke.